# 东风路街道 (郑州市)
东风路街道，是中华人民共和国河南省郑州市金水区下辖的一个乡镇级行政单位。

## 行政区划
东风路街道下辖以下地区：
东风路文北社区、东风路园田社区、东风路轻院社区、东风路同乐社区、东风路文化绿城社区、东风路白庙社区、东风路宋砦社区、东风路十二里屯社区、绿财社区、东风路豫教社区、东风路科技市场社区、东风路丰乐花苑社区、东风路大河春天社区、东风路六合苑社区、锦华苑社区、明天花园社区、森林半岛社区和东风路科技市场拟社区。